# Maxulco
Maxulco är en ort i Mexiko.   Den ligger i kommunen Milpa Alta och delstaten Distrito Federal, i den sydöstra delen av landet, 28 km sydost om huvudstaden Mexico City. Maxulco ligger 2 307 meter över havet och antalet invånare är 310.
Terrängen runt Maxulco är varierad. Runt Maxulco är det tätbefolkat, med 411 invånare per kvadratkilometer. Närmaste större samhälle är Iztapalapa, 17,8 km norr om Maxulco. Trakten runt Maxulco består till största delen av jordbruksmark.